# Dvounažka

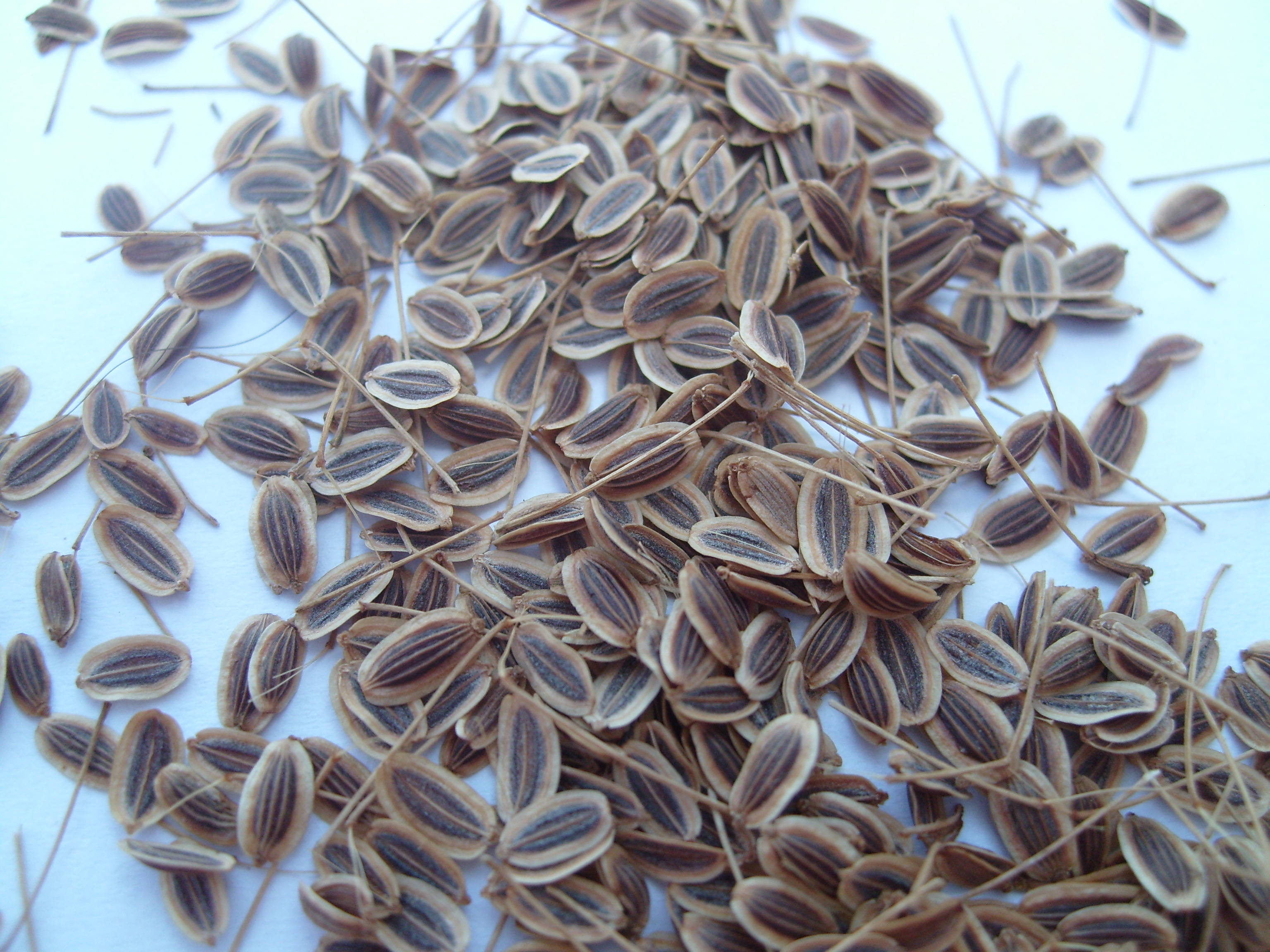
Dvounažky kopru

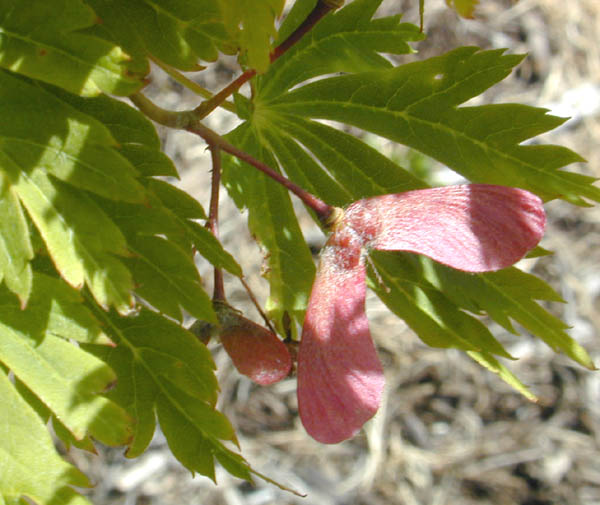
Křídlatá dvounažka javoru

Dvounažka (diachenium) patří mezi pravé suché poltivé vícesemenné plody vzniklé z cenokarpického gynecea. Je to dvouplodolistový plod, který se skládá ze dvou jednosemenných merikarpií (plůdků) spojených karpoforem (plodonošem) a obalených blanitým oplodím. Po dozrání oplodí praskne a plod se rozdělí na merikarpia, která zůstanou obalena osemením až do doby klíčení.
Dvounažky se podle místa vzniku a tvaru oplodí rozdělují na:

## Dvounažky
Jsou to typické plody rostlin z čeledi miříkovitých (Apiaceae), např. anýz (Pimpinella), fenykl (Foeniculum), kmín (Carum), kopr (Anethum), koriandr (Coriandrum), mrkev (Daucus), petržel (Petroselinum) atd. Obě merikarpia jsou obalena společným nevýrazným oplodím, které je nápomocno při rozšiřování semene větrem. Po uzrání se oplodí otevře a vypadnou z něho merikarpia. Ta mohou být kulovitá, oválná, obloukovitě zakřivená, hladká nebo podélně rýhovaná. Tyto dvounažky se vyvinuly ve spodním semeníku květu.

## Křídlaté dvounažky
Někdy jsou také nazývány visícími dvounažkami. Obě merikarpia mohou být srostlá pod tupým i ostrým úhlem. Tyto plody má např. javor (Acer). Křídlatá dvounažka je opatřena poměrně velkým, obvykle symetrickým oplodím jazykovitého tvaru (křidélkem), které napomáhá ještě ne zcela zralému semeni při rozšiřování větrem. Po dozrání se obě merikarpia oddělí. Křídlaté dvounažky se vyvinuly v horním semeníku.